# Chilon scaber
Chilon scaber is een hooiwagen uit de familie Assamiidae.